# Chelanops affinis
Espèce
Chelanops affinis est une espèce de pseudoscorpions de la famille des Chernetidae.

## Distribution
Cette espèce est endémique de Floride aux États-Unis.

## Publication originale
- Banks & Hubbard, 1894 : The insect guests of the Florida Land Tortoise. Insect Life, vol. 6, p. 302-331 (texte intégral).